# Cazenovia (Wisconsin)
Cazenovia – wieś w Stanach Zjednoczonych, w stanie Wisconsin, w hrabstwie Sauk.